# Гуртовое
Гуртовое (укр. Гуртове) — село,
Новоднепровский сельский совет,
Каменско-Днепровский район,
Запорожская область,
Украина.
Код КОАТУУ — 2322486802. Население по переписи 2001 года составляло 77 человек.

## Географическое положение
Село Гуртовое находится на расстоянии в 1,5 км от села Цветковое и в 6,5 км от села Подовое.
По селу протекает ирригационный канал.

## История
- 1920 год — дата основания.